# Réempoissonnement

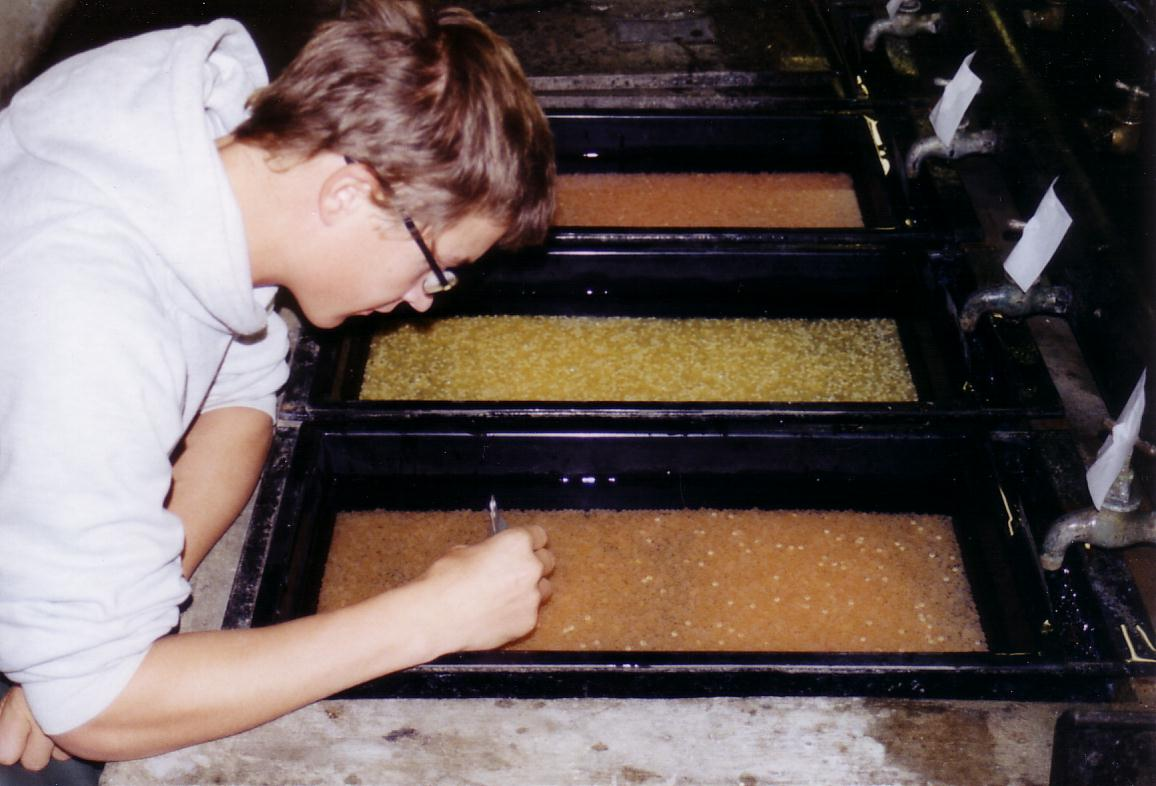
Tri des alevins dans une pisciculture.

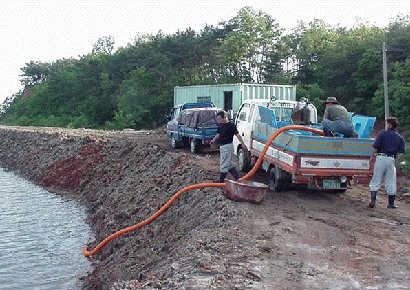
Transfert de jeunes alevins dans un étang d'élevage en Corée du Sud. Un transfert trop brutal (après un transport parfois long) dans une eau de pH, dureté et température différents est une source de stress pour les alevins ou poissons, qui peut les rendre plus vulnérables à certains pathogènes.

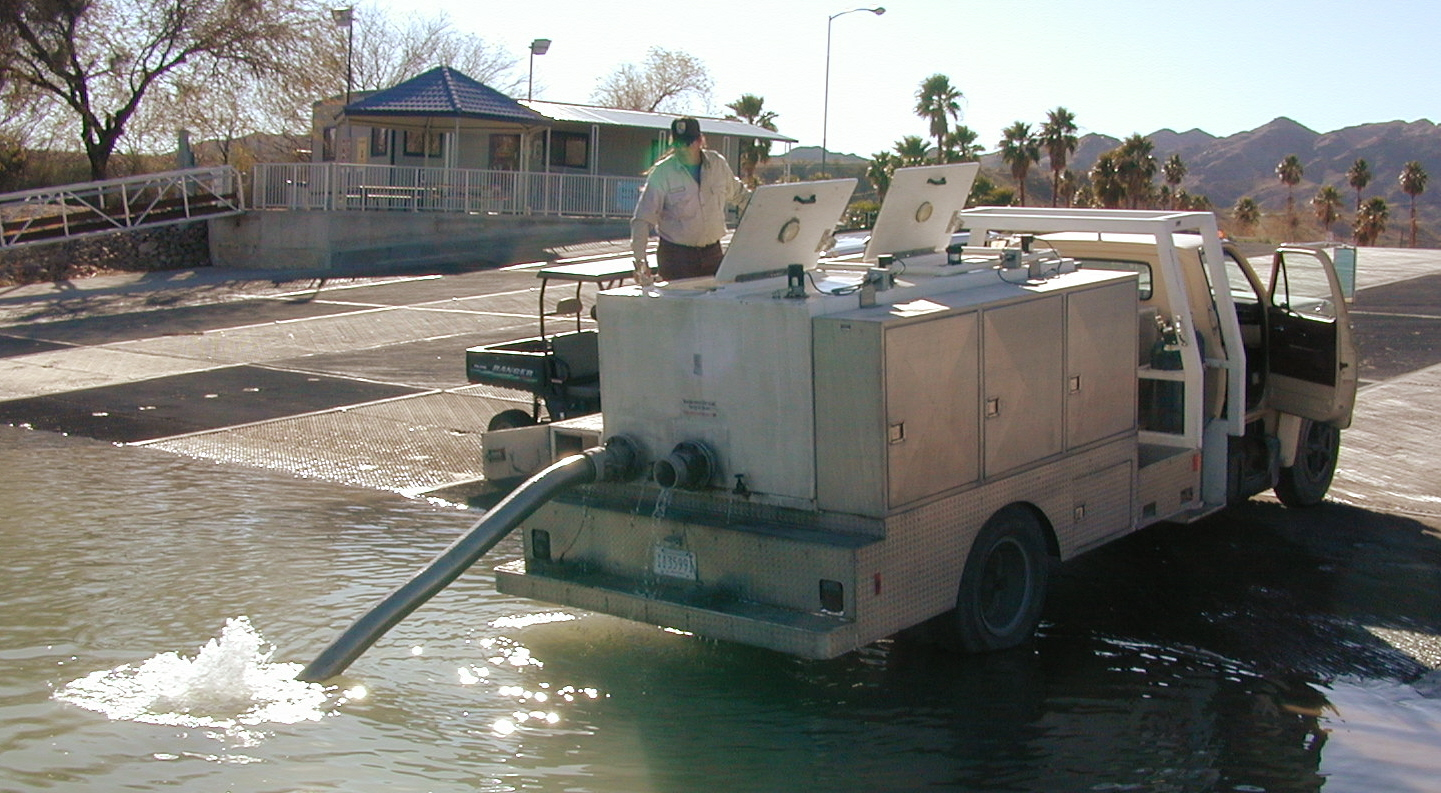
Réempoissonnement en alevins d'une espèce menacée (Bonytails) dont le nom scientifique est Gila elegans, au Moabi park (Californie).

Le réempoissonnement (dit « réensemencement » au Canada) est l'activité d'introduction ou réintroduction de poissons d'élevage le plus souvent en eaux douces, à fin d'enrichir l'offre en poissons pour les pratiquants de la pêche sportive ou de loisir, de concours de pêche et parfois pour la pêche professionnelle.
Au Québec, 5 millions de truites d'élevage sont ensemencées chaque année pour la pêche sportive dans des lacs où la population de poissons est faible. Comme ces poissons sont souvent d'une même lignée, leur taux de survie est moins fort et ils nuisent à la biodiversité.
Cette pratique peut être source de pollution génétique, de diffusion de parasitoses ou maladies, de perte d'intégrité génomique et génétique de sous-populations, et tend à être localement abandonnée au profit d'une pêche de type no-kill associée à des efforts de gestion restauratoire du milieu aquatique visant le retour du bon état écologique.
Il s'agit dans quelques cas de réintroduire de jeunes poissons appartenant à une espèce menacée pour en conforter la population. Ainsi en France, alors que l'anguille est en forte régression, la pêche à la civelle est restée localement autorisée à certaines conditions, dont à condition qu'un certain pourcentage de ces civelles serve à des réempoissonnements de zones où l'anguille européenne a disparu ou presque disparu. On tente par ailleurs des reproductions artificielles d'anguilles à fin de réintroduction d'alevins dans le milieu, ce qui est rendu difficile par le fait qu'on connaît encore mal le cycle naturel de reproduction de cette espèce (de la mer des Sargasses, à la maturation des mâles et femelles lors de leur long retour vers leur zone marine de reproduction).

## Méthode de production des poissons
Des géniteurs capturés dans la nature ou des individus issus de pisciculture produisent les gamètes utilisés pour obtenir un grand nombre d'alevins et de jeunes individus qui seront vendus à des fins de réempoissonnement.

## Inconvénients, risques et limites du réempoissonnement
le réempoissonnement, tel qu'il est pratiqué depuis quelques décennies pose plusieurs problèmes préoccupants :
- L'ensemencement halieutique est aussi une source possible de diffusion de parasites et pathogènes[3]. La concentration des poissons dans les bassins de pisciculture ou dans l'espace restreint des cages flottantes augmente fortement le risque d'épidémies et encourage les éleveurs à l'utilisation de traitements antibiotiques, ce qui favorise l'apparition et la circulation de souches de pathogènes antibiorésistantes.
- Certaines espèces de poissons d'élevage hybrides ou triploïdes (stériles) introduites dans le milieu (ou échappées d'élevage)[4] pourraient affecter la bonne reproduction des souches sauvages en place.
- Les réempoissonnements se font généralement à partir de quelques souches d'élevage et d'insémination artificielle. Ils peuvent alors perturber la reproduction des congénères sauvages causer de graves pollutions génétiques, car les poissons introduits sont génétiquement très homogènes, et qu'ils sont généralement beaucoup plus gros que leurs congénères au même âge (par ce qu'ayant bénéficié d'une nourriture artificielle abondante), ce qui est un avantage compétitif dans leur nouveau milieu. Cet avantage pourrait n'être que provisoire, car ils n'ont pas pris l'habitude de rechercher leur nourriture naturelle, mais les analyses génétiques (voir ci-dessous) montrent qu'ils s'accouplent effectivement et avec succès avec des individus de souches sauvages.
- Des piscicultures spécialisées produisent chaque année des millions de poissons qui servent à ensemencer ou réensemencer des rivières, fleuves, canaux ou plans d'eau. Les progrès de la génomique et des analyses génétiques appliqués à la biologie de la conservation des ressources génétiques halieutiques, des salmonidés notamment[5] ont permis de confirmer les problèmes de pollution et appauvrissement génétique posés par les réintroductions à partir de souches d'élevages génétiquement trop homogènes et pauvres. 
Ce réempoissonnement est couramment pratiqué en Europe et Amérique du Nord pour la pêche récréative ou pour « augmenter l’offre à la pêche sportive »[3] ou de nombreux concours de pêche. cette activité est en Europe et Amérique du Nord source d'une importante pollution génétique et réduction de la diversité génétique[6] et d'une homogénéisation génétique de certains salmonidés (truites en particulier). (voir ci-dessous)
- des parasites et larves d'espèces exotiques envahissantes (ex : glochidies de Sinanodonta woodiana) sont involontairement importés par les pisciculteurs puis dispersés par les sociétés de pêche ou les pêcheurs. Elles peuvent alors à nouveau produire des larves qui seront dispersées par le poisson importé ou éventuellement par des espèces autochtones.

## Le ré-empoissonnement, source d'appauvrissement génétique

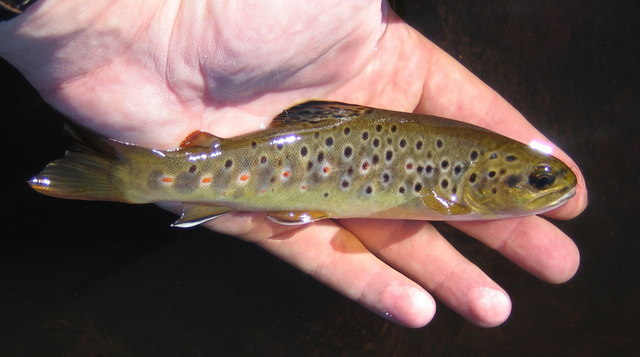
Au Danemark, les truites apparemment sauvages de cette espèce ont vu leur diversité biologique réduite à la suite des nombreux croisements avec deux souches d'élevages utilisées pour les réempoissonnements.

De premières études sur les interactions entre salmonidés sauvages et d'élevages introduits dans la nature avaient suggéré que les souches d'élevage avaient moins de chances de survivre durablement, mais sans aucune preuve de l'absence d'impact génétique des populations introduites sur les souches sauvages.
Depuis peu, plusieurs études ont montré sur différentes populations et espèces (analyse de plusieurs milliers de truites, ombles, étudiés dans plusieurs centaines de sites) que les réempoissonnements ont réellement des impacts négatifs en matière de biodiversité.
- À titre d'exemple ; Au Québec, le réempoissonnement (dit « ensemencement » au Québec) en truites mouchetées est très développé pour maintenir l'offre de pêche aux environs de  500 000 pêcheurs dits "sportifs" du Québec ; Selon les données du Ministère des Ressources Naturelles et de la Faune, rien qu'en 2009, ce sont près de 335.000 ombles des fontaines (Salvelinus fontinalis) qui ont ainsi été introduits dans le milieu naturel lacustre). Bien qu'assez récents ces réempoissonnements ont déjà profondément affecté la diversité génétique des populations sauvages. « Dans les lacs fortement ensemencés, il y a modification importante à court terme de la diversité génétique des populations naturelles »[Note 1]. Une étude[7] conduite au Canada durant 2 ans, et ayant porté sur les caractères génétiques de 2 000 truites mouchetées (= omble de fontaine) prélevées dans 24 lacs des réserves fauniques de Portneuf et de Mastigouche a confirmé que les réempoissonnements (dits "ensemencements" au Canada) étaient responsables d'une importante hybridation des souches introduites avec les souches sauvages. Les lacs « non-ensemencés » abritaient des populations piscicoles au patrimoine génétique beaucoup plus varié. L'appauvrissement génétique des poissons dont les populations sont ainsi artificiellement confortées pourrait aussi les rendre plus sensibles aux parasites et pathogènes de leur environnement.
- En Europe, une première étude cherchant à mesurer d'impact génétique des réempoissonnements de truites  (Salmo trutta) sur les souches sauvages a été faite au Danemark. Selon les lieux, 19 à 64 % des truites récemment étudiées étaient touchées par ce phénomène[8].

## Espèces élevées
Voir à Espèces élevées dans l'article Pisciculture